# Laurence Oliphant
Laurence Oliphant (Cidade do Cabo, 3 de agosto de 1829 - 23 de dezembro de 1888) foi um autor, viajante, diplomata, agente de inteligência e político britânico nascido na África do Sul. Seu livro mais conhecido em vida foi um romance satírico, Piccadilly (1870). Foi membro do Parlamento Britânico e  também foi um místico cristão e um sionista cristão, tendo inclusive formulado um plano para as comunidades agrícolas judaicas na Terra Santa, a Terra de Gileade.

## Família
Laurence Oliphant nasceu na Cidade do Cabo, Colônia do Cabo, filho único de Sir Anthony Oliphant (1793–1859), membro da pequena nobreza escocesa, e de sua esposa Maria. Na época do nascimento de seu filho, Sir Anthony era procurador-geral da Colônia do Cabo, mas logo foi nomeado presidente do Supremo Tribunal do Ceilão. Laurence passou a infância em Colombo, onde seu pai comprou uma casa chamada Alcova em Captains Gardens, posteriormente conhecida como Maha Nuge Gardens. Sir Anthony e seu filho foram responsáveis por trazerem o cultivo do chá para o Ceilão. Eles plantaram 30 pés de chá trazidos da China na propriedade da família em Nuwara Eliya. Em 1848 e 1849, ele e seus pais viajaram pela Europa. Em 1851, ele acompanhou Jung Bahadur de Colombo ao Nepal, o que forneceu o material para seu primeiro livro, Uma Viagem a Katmandu (1852). Oliphant retornou ao Ceilão e de lá foi para a Inglaterra estudar direito. Oliphant deixou seus estudos jurídicos para viajar pela Rússia. O resultado dessa viagem foi seu livro The Russian Shores of the Black Sea (1853).
Os pais de Oliphant eram cristãos sionistas.

## Diplomacia e utopia
Entre 1853 e 1861, Oliphant foi secretário de Lord Elgin durante a negociação do Tratado de Reciprocidade do Canadá em Washington e foi companheiro do Duque de Newcastle em uma visita à costa circassiana durante a Guerra da Crimeia. 

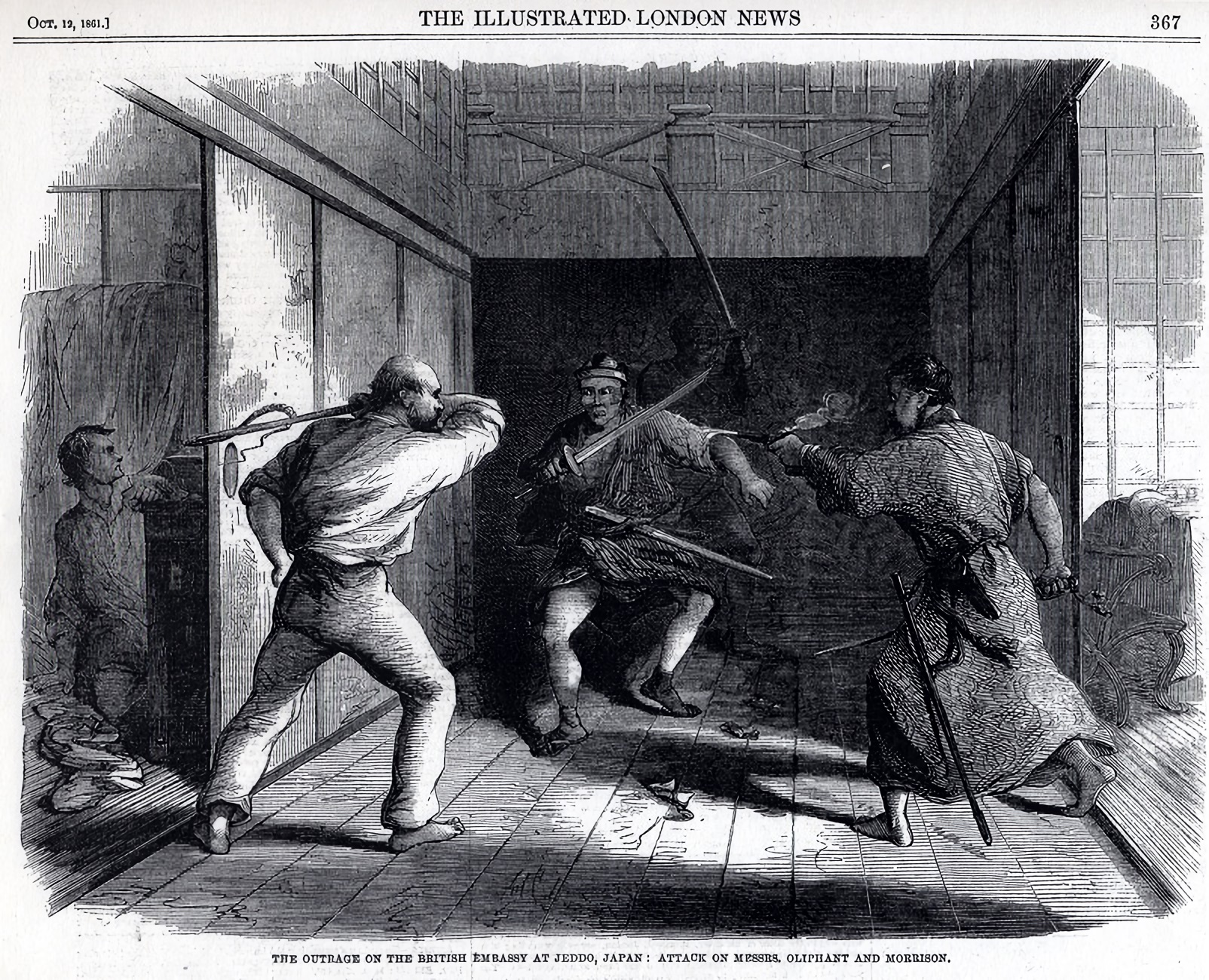
Ataque à legação britânica em Tōzen-ji, Edo, em 1861

Em 1861, Oliphant foi nomeado Primeiro Secretário da Legação Britânica no Japão sob o comando do Ministro Plenipotenciário Rutherford Alcock. Ele chegou a Edo no final de junho, mas na noite de 5 de julho, um ataque noturno foi feito à legação por ronins xenófobos. Com suas pistolas ainda trancadas na caixa de viagem, Oliphant saiu correndo com um chicote de caça e foi atacado por um ronin com uma espada pesada de duas mãos. Uma viga, invisível na escuridão, interferiu nos golpes, mas Oliphant ficou gravemente ferido e foi enviado a bordo do navio para se recuperar. Ele teve que retornar à Inglaterra após uma visita à Ilha de Tsushima, onde descobriu uma força russa ocupando uma baía isolada e obteve sua retirada. O ataque à legação deixou-o com danos permanentes em uma das mãos.
Ele foi enviado à Polônia em 1863 como observador britânico para relatar a Revolta de Janeiro.
Oliphant retornou à Inglaterra, renunciou ao serviço diplomático e foi eleito para o Parlamento em 1865. Embora não tenha demonstrado nenhuma habilidade parlamentar notável, obteve grande sucesso com seu romance Piccadilly: A Fragment of Contemporary Biography (1870). Os romances posteriores de Oliphant incluem Altiora Peto (1883) e Masollam: A Problem of the Period (1886).
Ele então se conectou ao profeta espiritualista Thomas Lake Harris, que, por volta de 1861, organizou uma pequena comunidade cristã utópica, a Irmandade da Nova Vida, que foi estabelecida em Brocton, Nova York, no Lago Erie, e posteriormente mudou-se para Santa Rosa, Califórnia . 
Depois de inicialmente ter sido recusada a permissão para se juntar a Harris em 1867, ele acabou sendo autorizado a se juntar à sua comunidade, e causou grande escândalo ao deixar o Parlamento em 1868 para seguir Harris para Brocton. Ele viveu lá por vários anos, envolvido no que Harris chamou de "Uso", trabalho manual com o objetivo de levar adiante sua visão utópica. Os membros da comunidade tinham permissão para retornar ao mundo exterior de tempos em tempos para ganhar dinheiro para a comunidade. Depois de três anos, Oliphant trabalhou como correspondente do The Times durante a Guerra Franco-Alemã e depois passou vários anos em Paris a serviço do jornal. Lá ele conheceu, por meio de sua mãe, sua futura esposa, Alice le Strange. Eles se casaram na Igreja de St George, na Hanover Square, em Londres, em 8 de junho de 1872. Em 1873, Oliphant voltou para Brocton com sua esposa e mãe. 
Mais tarde, ele e sua mãe se desentenderam com Harris e exigiram seu dinheiro de volta, supostamente da venda das joias de Lady Maris Oliphant. Isso forçou Harris a vender a colônia de Brocton, e seus discípulos remanescentes se mudaram para sua nova colônia em Santa Rosa, Califórnia.
Em 1876, Oliphant retornou à Inglaterra enquanto sua esposa, Alice, escolheu permanecer na Irmandade da Nova Vida em Brocton.
Em 1878, Oliphant, apanhado numa onda de preocupação ocidental de que a Rússia pretendia conquistar o Oriente Médio, concebeu seu "Plano para Gilead", segundo o qual a Grã-Bretanha plantaria uma colônia agrícola judaica "na metade norte e mais fértil da Palestina". Ele obteve a aprovação do Primeiro-Ministro Disraeli, um defensor do sionismo; do Ministro dos Negócios Estrangeiros Salisbury, do Príncipe de Gales; e da romancista George Eliot. Credenciado pelo governo britânico, Oliphant partiu em 1879 para investigar as condições para o estabelecimento de um assentamento agrícola judaico na Palestina. Oliphant viria mais tarde a ver os assentamentos agrícolas judaicos como um meio de aliviar o sofrimento dos judeus da Europa Oriental.
Em maio de 1879, estava em Istambul, no Império Otomano, solicitando à Sublime Porta a permissão para estabelecer uma colônia agrícola judaica na Terra Santa e ali assentar um grande número de judeus (antes da primeira onda de imigração judaica dos sionistas em 1882). Ele não via isso como uma tarefa impossível, tendo em vista o grande número de cristãos nos Estados Unidos e na Inglaterra que apoiavam o plano. Com o apoio financeiro dos Cristadelfianos e de outros na Grã-Bretanha, Oliphant acumulou fundos suficientes para comprar terras e instalar refugiados judeus na Galileia.
Enquanto aguardava um encontro com a Sublime Porta, viajou para a Romênia para discutir os futuros assentamentos agrícolas com as comunidades judaicas de lá.
O tão esperado encontro com a Sublime Porta finalmente ocorreu em abril de 1880 mas foi um fracasso total; Oliphant e seu plano foram descartados. Na opinião de Henry Layard, embaixador britânico no Império Otomano na época da visita de Oliphant, o esforço falhou porque Oliphant mencionou que o retorno dos judeus à Palestina traria a segunda vinda de Jesus – linguagem e ideias que o sultão considerou desagradáveis.
Quando uma onda de pogroms varreu o Império Russo em 1881, mais notavelmente o pogrom de Kiev, fundos de caridade foram levantados em Londres sob a égide do Comitê da Mansion House, um grupo criado para esse propósito. Quando o comitê anunciou que os fundos seriam usados para ajudar os refugiados judeus a reinstalarem-se na América, Oliphant publicou um artigo no The Times a 15 de Fevereiro de 1881, afirmando que os judeus que escolhessem estabelecer-se na Palestina teriam a sua religião salvaguardada; o seu artigo foi recebido com tanto entusiasmo pelos judeus polacos e russos que o Comitê da Mansion House o nomeou comissário para a Galiza. Oliphant e sua esposa, Alice, que se reuniram em 1882, viajaram para Viena e Galícia, encontrando-se com representantes dos judeus orientais e prometeram que "assim que seus simpatizantes cristãos na Inglaterra estiverem convencidos de que os judeus que fogem da Rússia podem se estabelecer em segurança na terra de seus ancestrais, eles contribuirão com milhares, posso muito bem dizer, centenas de milhares de libras para promover este grande objetivo".
Oliphant já havia se tornado uma espécie de celebridade entre os judeus da Europa Oriental. Ele foi chamado de "outro Ciro" e de "Salvador". Seus planos de assentamento foram publicados pelo antigo jornal sionista <i>Hamagid</i>, escritos por Peretz Smolenskin no Ha-Shaḥar, e Moses Lilienblum expressou a esperança de que Oliphant fosse "o Messias para Israel". De acordo com o historiador Nathan Michael Gelber, "você poderia encontrar nas casas de judeus pobres uma imagem de Oliphant. Ela seria pendurada bem ao lado das imagens dos grandes filantropos Moses Montefiore e Barão Hirsch".
Em maio de 1882, mesmo sem a permissão do sultão para a construção de assentamentos agrícolas judaicos, o casal Oliphant começou uma jornada para a Palestina, viajando por Budapeste até a Moldávia, onde pararam para encontrar o rabino Avrohom Yaakov Friedman, que Oliphant entendia ser "o líder do judaísmo mundial", na esperança de persuadi-lo a levantar fundos suficientes para comprar a Palestina do imperador otomano.

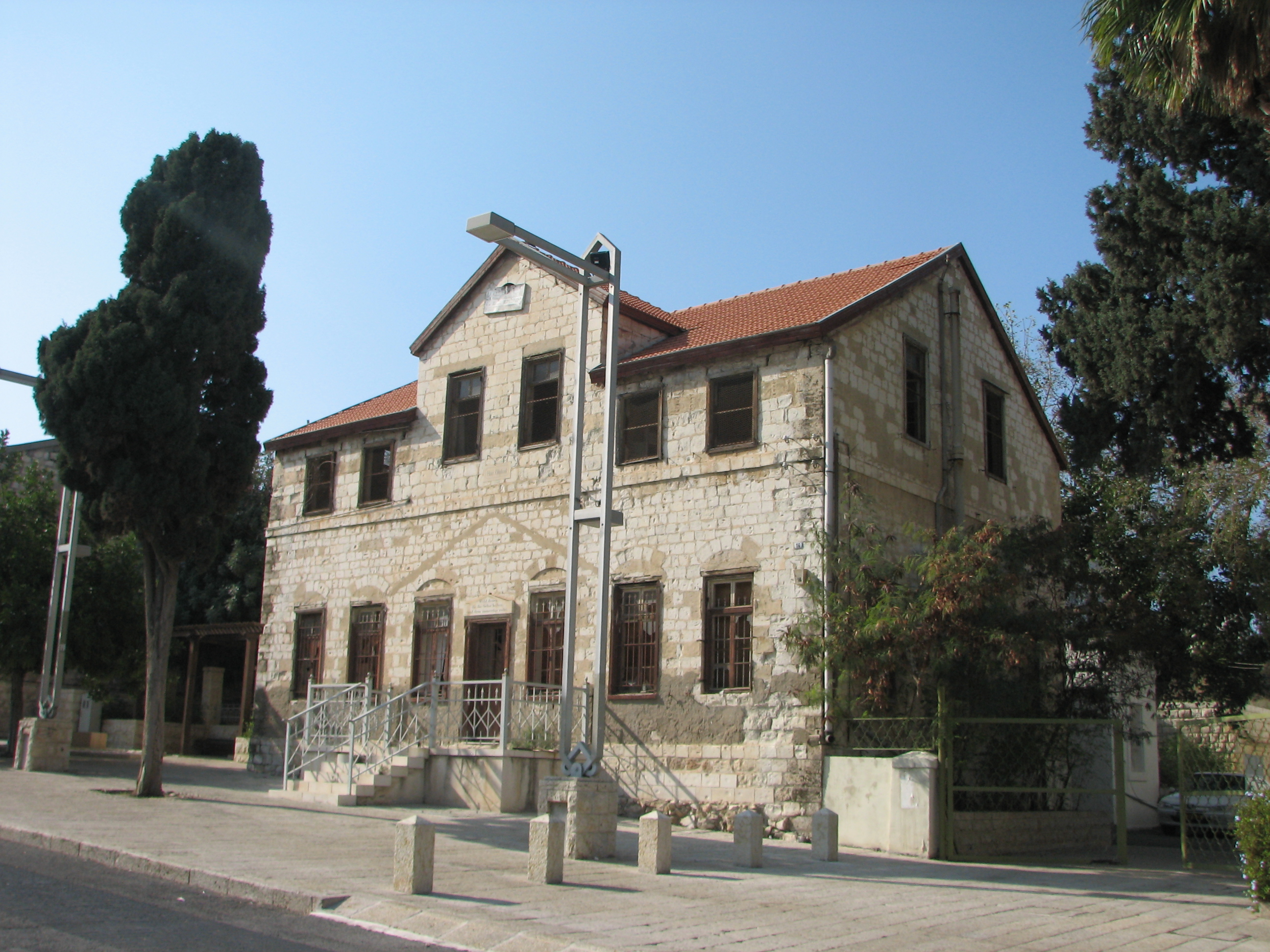
Casa Oliphant em Haifa

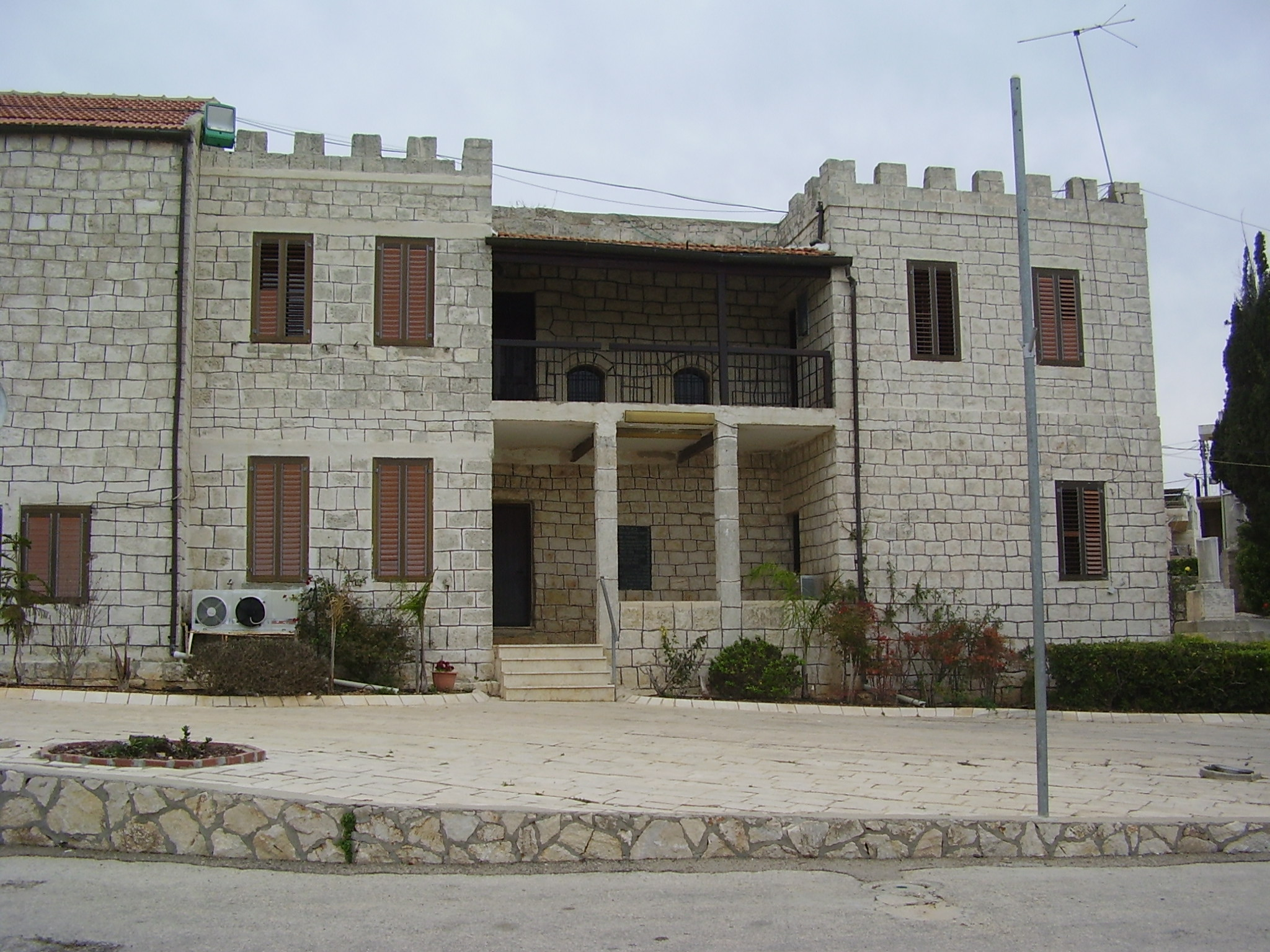
Casa Oliphant em Daliyat al-Karmel

Os Oliphant se estabeleceram na Palestina, dividindo seu tempo entre uma casa na colônia alemã de Haifa e outra na aldeia drusa de Daliyat al-Karmel no Monte Carmelo. O secretário de Oliphant, Naftali Herz Imber, autor do hino nacional israelense, Hatikvah, viveu com eles. Na Terra Santa, eles conheceram os pioneiros judeus da Primeira Aliá, e doaram 1.000 rublos aos colonos fundadores de Yesud HaMa'ala. Ele é considerado como tendo sido "central" para "o estabelecimento e sobrevivência" de Rosh Pina e Zihron Yaakov.

## Escritos esotéricos
Laurence e sua esposa Alice colaboraram em uma obra de cristianismo esotérico, que foi publicada em 1885 como Sympneumata, ou Forças Evolucionárias Agora Ativas no Homem. Influenciado pelo místico americano Thomas Lake Harris, bem como pelos espiritualistas Anna Kingsford e Edward Maitland, Sympneumata é fundado em uma interpretação da Queda pela qual a alma humana era originalmente andrógina, mas se dividiu em contrapartes masculina e feminina ao ser encapsulada em corpos físicos. Em Sympneumata, os Oliphant enfatizam a necessidade de localizar as contrapartes físicas e espirituais por meio de uma prática de respiração, com o objetivo de desbloquear o andrógino interior por meio do movimento "vibratório".
Em dezembro de 1885, Alice adoeceu e morreu em 2 de janeiro de 1886. Oliphant, também doente, estava fraco demais para comparecer ao funeral. Ele se convenceu de que, após a morte de Alice, estava em contato muito mais próximo com ela do que quando ela ainda estava viva, e que ela o inspirou a escrever Religião Científica: Ou, Possibilidades Superiores de Vida e Prática por meio da Operação de Forças Naturais, que foi publicado em novembro de 1887. 

## Anos finais
Em 1888, Oliphant viajou para os Estados Unidos e se casou com sua segunda esposa, Rosamond, neta de Robert Owen em Malvern. O casal planejou retornar a Haifa, mas Oliphant adoeceu em York House, Twickenham, Inglaterra, onde morreu em 23 de dezembro de 1888. Seu obituário no The Times disse sobre ele: "Raramente houve uma carreira mais romântica ou amplamente preenchida; nunca, talvez, uma personalidade mais estranha ou aparentemente mais contraditória."

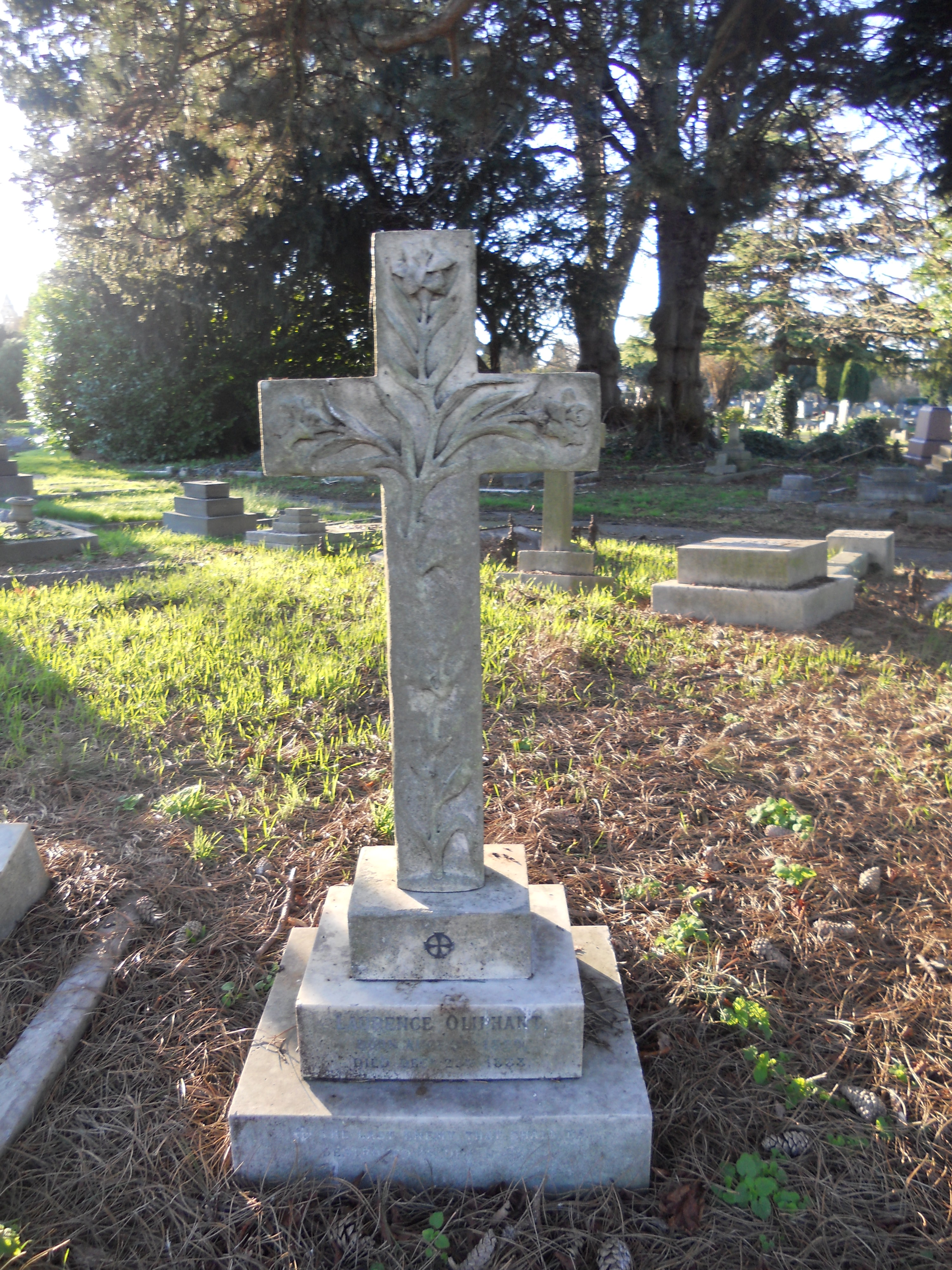
Túmulo de Oliphant no Cemitério de Twickenham em 2014

## Legado
Em 2000, as aquarelas de Alice Oliphant mostrando Haifa como era no final do século XIX foram exibidas em uma exposição especial intitulada "A Sala de Desenho de Lady Oliphant" no Museu Marítimo Nacional de Israel. Pinturas da irmã de Alice, Jamesina Waller, feitas durante sua visita à Terra Santa também foram expostas. A crítica de arte do Jerusalem Post, Angela Levine, considerou as aquarelas de Lady Alice "encantadoras, mas amadoras".
Em 2003, a Ticho House em Jerusalém montou uma nova exposição das pinturas da Terra Santa de Alice e sua irmã.

## Livros
- Uma viagem a Kathmandu (a capital do Nepal), com o acampamento de Jung Bahadoor; incluindo um esboço do embaixador nepalês em casa é um relato de viagem escrito em 1852.[10] O livro descreve a condição cultural do Nepal, porém não é considerado de valor científico.[10] Oliphant, então com 21 anos, filho de um colonial de Colombo, juntou-se à equipe de Jang Bahadur Rana, que estava retornando do Nepal para a Inglaterra com seus dois irmãos mais novos, Jagat Shamsher e Dhir Shamsher. A equipe fez uma parada no Ceilão em dezembro de 1850, de onde Oliphant a acompanhou.[11] O livro está em domínio público desde 6 de julho de 2005.[12]
- Narrativa da missão do conde de Elgin na China e no Japão nos anos de 1857, '58, '59 (1860)
- Piccadilly: Um fragmento de biografia contemporânea (1870)
- Altiora Peto (1883)
- Sympneumata, ou Forças Evolutivas Agora Ativas no Homem (1885)
- Haifa ou a vida na Palestina moderna (Jerusalém: Yad Izhak Ben Zvi, 1976 [1885]).[2] Ilustrado com aquarelas de Lady Alice Oliphant.[8]
- Masollam: Um problema do período (1886)
- Religião científica: ou possibilidades superiores de vida e prática por meio da operação de forças naturais (1887)